# Rupshu
Rupshu é um planalto a alta altitude situado na parte sudeste do Ladaque, no extremo norte da Índia. Na sua definição mais estrita, é uma área de planalto e e vale as margens noroeste do lago Moriri com 20 a 50 km de largura, mas por vezes o termo Rupshu é aplicado a uma área bastante mais vasta, que vai desde a zona da estrada Manali–Lé até ao Tso Moriri, incluindo uma parte da porção do planalto Changtang, no qual se encontra o Tso Moriri. A sua altitude do Rupshu varia entre os 3 700 e os 5 500 m, mas a maior parte fica a mais de  4 500 m. É habitado pelos nómadas pastoralistas Changpa.
Além do Tso Moriri, o Rupshu tem outros lagos de água salobra, como o Pangong Tso e o lago salgado Tso Kar. É uma região desolada, um deserto frio na maior parte do ano, coberto por um espesso manto de neve durante cerca de sete meses por ano. A agricultura é praticamente inexistente devido às condições naturais. Korzok, a única localidade permanentemente habitada de Rupshu, situada à beira do Tso Moriri, é muitas vezes apontada como o local mais alto do mundo onde se pratica agricultura, mas em muitos anos não se chega a fazer colheitas, sendo as searas cortadas ainda verdes para alimentação do gado.
Foi no Rupshu que ocorreram a maior parte dos combates da guerra sino-indiana de 1962, durante a qual a China ocupou a parte oriental do Pangong Tso, uma ocupação que continua a ser contestada pela Índia.